# Euchromius mouchai
Euchromius mouchai là một loài bướm đêm trong họ Crambidae.